# Arnauter

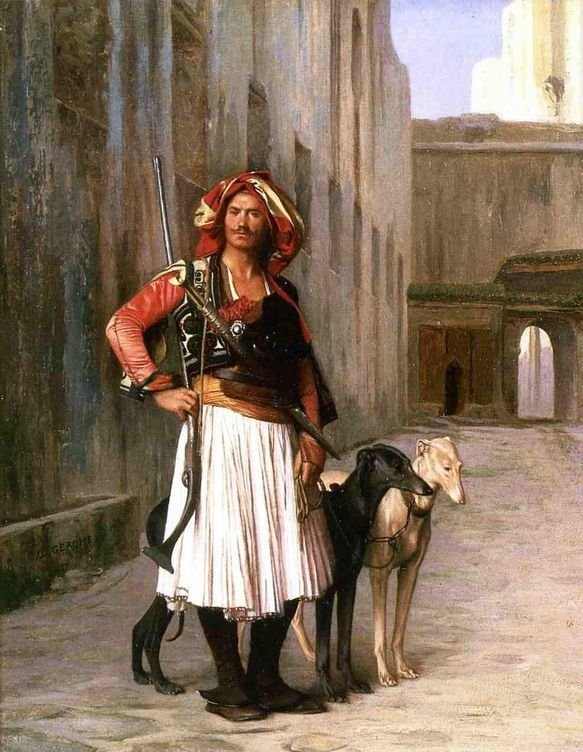
Arnaut i Kairo, Egypten.
Tavlan målad av Jean-Léon Gérôme.

Arnauter är en turkisk beteckning för albaner, använd sedan osmansk tid. Den turkiska beteckningen Arnavutluk (Arnautien) betyder Albanien.
Osmanska förband av legosoldater kallades också för arnauter, egentligen ett generiskt namn då de bestod av greker, albaner, valaker, bulgarer och serber, vilka tjänstgjorde som livvakter.
Ordet arnaut kommer ursprungligen från grekiskan, i formerna arvanit och alvanoi och betyder albaner. Osmanerna tog upp namnet efter att ha hört det från bysantinska greker.
Ordet har också gjort sitt intåg i arabiskan. Ursprungligen användes ordet för att beteckna albaner i Levanten, under den osmanska eran.
I den åttonde upplagan (år 1923) av Svenska Akademiens ordlista (på sida 14) finns ordet arnaut med. Beteckningen arnauter för albaner har i svenskan använts tidigare än så, bland annat i Nordisk familjebok. I dagens svenska används benämningen albaner historiskt sett sedan 1923.